# Hermann Bollé
Hermann Bollé, född i 18 oktober 1845 i Köln, död 17 april 1926 i Zagreb, var en arkitekt av fransk-tysk bakgrund. Bollé var specialiserad i kyrkoarkitektur och var verksam i Kroatien i större delen av sitt liv. Kanske mer än någon annan kom han som arkitekt att prägla det moderna Zagrebs utformning efter den stora jordbävningen 1880. Flera av stadens mest tongivande byggnader bär hans signatur.

## Biografi
Bollé föddes 1845 i Köln i dåvarande Preussen. Efter avslutade studier inom byggnadskonst arbetade han 1864-1867 i sin fars byggnadsfirma. 1867 började han arbeta för Heinrich Wiethases arkitektfirma som vid tiden stod bakom uppförandet av flera nygotiska byggnader i Köln.
1872 fick han arbete hos den välrenommerade wienska arkitekten Friedrich von Schmidt. I Wien studerade han arkitektur vid Wiens konstakademi och var bland annat delaktig i uppförandet av den österrikiska nationalbankens palats. Under en studieresa i Italien 1875-1876 bekantade han sig med den kroatiska biskopen Josip Juraj Strossmayer och målaren Izidor Kršnjavi. Mötet med de båda kroaterna skulle komma att förändra hans liv och yrkesbana. 1876 kom han till Đakovo, då en stad i den österrikisk-ungerska provinsen Kroatien-Slavonien, och byggnadsplatsen för den nya katedralen som hade projekterats av hans läromästare von Schmidt och Karl Rösner. Sedan Rösner avlidit fick Bollé ansvaret att slutföra bygget. Samma år fick han i uppdrag att övervaka restaureringen av sankt Markus kyrka i Zagreb som skedde enligt von Schmidts ritningar. Sedan von Schmidt 1876 även anförtrott honom restaureringen av Zagrebs domkyrka kom Bollé att bosätta sig permanent i Zagreb. Sedan Bollé bosatt sig i Zagreb anlitades han för allt fler projekt.
1892 grundade han den byggnadstekniska skolan i Zagreb vilken han kom att leda fram till sin pensionering 1914. Tillsammans med studenter från skolan kom han att delta i flera utställningar, däribland utställningen i Trieste 1882, Budapest 1885 och 1896 och Paris 1900, vid vilka han fick flera utmärkelser.
Bollé avled 1926 i Zagreb och begravdes på Mirogojkyrkogården, tillika ett av hans projekt.

## Byggnadsverk (urval)
- Đakovos domkyrka
- Konst- och hantverksmuseet
- Križevcis domkyrka
- Mirogojkyrkogården
- Zagrebs domkyrka